# Infernal Devices
Infernal Devices là tiểu thuyết kỳ ảo của nữ văn sĩ người Anh Philip Reeve.

## Tóm lược

### Nhân vật chính
- Tom Natsworthy
- Hester Shaw